# Gornja Jutrogošta
Gornja Jutrogošta su naseljeno mjesto u sastavu općine Prijedor, Republika Srpska, BiH.

## Stanovništvo
| Gornja Jutrogošta  |              |
| godina popisa      | 1991.        |
| Srbi               | 332 (98,52%) |
| Hrvati             | 0            |
| Muslimani          | 0            |
| Jugoslaveni        | 1 (0,30%)    |
| ostali i nepoznato | 4 (1,19[%)   |
| ukupno             | 337          |